# Позорница без завјесе
„Позорница без завјесе” је југословенски ТВ филм из 1961. године који је режирао Антон Марти.

## Улоге
| Глумац         | Улога |
| -------------- | ----- |
| Перо Квргић    |       |
| Антун Налис    |       |
| Габи Новак     |       |
| Иво Робић      |       |
| Младен Шермент |       |